# Бузурбаев, Габдулла Уразбаевич
Габдулла Уразбаевич Бузурбаев (1908—1941) — советский партийный деятель, журналист, кандидат исторических наук (1940).

## Биография
Родился 1 ноября 1908 года в ауле Утче Томской губернии (ныне Чистоозёрный район Новосибирской области). С 12 лет работал пастухом. С 17 лет работал на электростанции в Татарске. С 1928 года член КПСС. В 1928—1931 годах проходил обучение на Омском рабочем факультете. В 1931—1934 годах служил в Красной армии. В 1934—1937 годах учился в Новосибирском институте марксизма-ленинизма. В 1937—1938 — заведующий Историческим отделом Новосибирского обкома партии. В 1938—1940 годах преподавал в Новосибирском вечернем государственном педагогическом институте, был директором Новосибирского объединённого государственного издательства и главным редактором журнала «Сибирские огни». С 1940 года — заместитель председателя Казахского филиала Академии наук СССР.
С 1940 по июнь 1941 года — заместитель заведующего Отделом пропаганды и агитации ЦК КП(б) Казахстана. С 26 июня 1941 года — секретарь ЦК КП(б) Казахстана по пропаганде и агитации.
Погиб 26 декабря 1941 года в катастрофе самолёта Г-2 под Алма-Атой. Похоронен в братской могиле вместе с другими жертвами авиакатастрофы на Центральном кладбище Алматы.

## Награды
- Орден «Знак Почёта» (5 ноября 1940) — в связи с ХХ-летним юбилеем Казахской Советской Социалистической Республики, за достижения в развитии промышленности, сельского хозяйства, науки и искусства[1].

## Семья
- Жена — Гульсум Кдргалиева (1914—1989) — кандидат технических наук, работала в министерстве ЖКХ Казахской ССР[2].
- Сыновья: Марклен (род. 1936), Диас (1936—1942), Габдулла (род. 1942)[2].

## Память
В 1957 году в честь Габдуллы Бузурбаева была названа улица в Алма-Ате.

## Сочинения
- Бузурбаев Г. У. Крестьянские волнения в Алтайском округе в 1905—1907 гг. — Новосибирск : Новосибгиз, 1939. — 108 с.
- Бузурбаев Г. У. В. В. Куйбышев в Сибири / Г. У. Бузурбаев. — Новосибирск : Новосибирское обл. гос. изд., 1939. — 129 с.